# Урвиш де Бејуш (Бихор)
Урвиш де Бејуш (рум. Urviș de Beiuș) насеље је у Румунији у округу Бихор у општини Шоими. Oпштина се налази на надморској висини од 198 m.

## Становништво
Према подацима из 2002. године у насељу је живело 796 становника, од којих су сви румунске националности.